# Brian Agler
Brian Agler (2 agosto 1958) è un allenatore di pallacanestro e dirigente sportivo statunitense.

## Carriera
Nel quadriennio 1999-2002 ha lavorato nella doppia funzione di Head coach e General manager per le Minnesota Lynx; dal 2011 al 2014 le medesime posizioni per le Seattle Storm.

## Palmarès
- ABL Coach of the Year (1997)
- WNBA Coach of the Year (2010)
- 2 volte campione WNBA (2010, 2016)